# Aula Academica
De Aula Academica van de Universiteit Gent is een universitaire aula uit 1826 aan de Voldersstraat in de Belgische stad Gent. Het gebouw heeft een belangrijke rol gespeeld in zowel de geschiedenis van het Verenigd Koninkrijk der Nederlanden, België en de Vlaamse Beweging.

## Geschiedenis

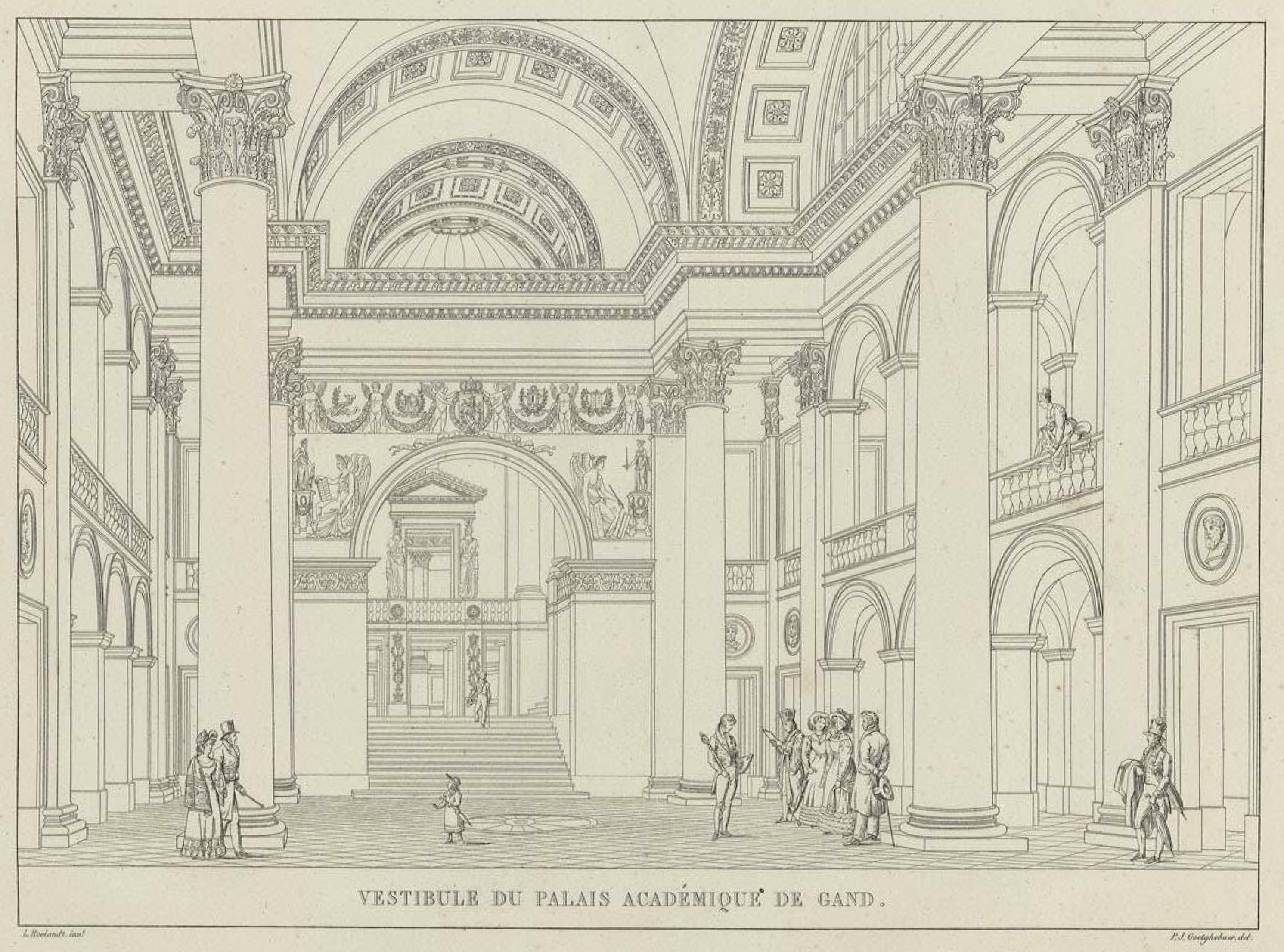
Gravure van het interieur van de Aula Academica, uit Pierre-Jacques Goetghebuer (1827), Choix des monumens

Niet lang na de oprichting van de Rijksuniversiteit Gent besliste men dat de nieuwe Rijksuniversiteit een eigen gebouw nodig had. Op 4 augustus 1819 werd in naam van koning Willem I op feestelijke wijze de eerste steen van de Aula Academia gelegd op het terrein van de voormalige Jezuïetenkerk in de Voldersstraat. De Aula werd een neoclassistisch hoogstandje van de hand van de jonge Gentse architect Lodewijk Roelandt en betekende voor hem de start van een grootse carrière. De gevel was geïnspireerd op het pantheon in Rome, met een prostylon van acht Korinthische zuilen, met bovenop een fronton. De acht zuilen waren afkomstig van de vroegere infirmerie van de Sint-Pietersabdij. De fries met een Latijns opschrift herinnert aan de bouwopdracht van Willem I. Ook binnenin was “het Paleis der Universiteit” indrukwekkend, met als hoogtepunt de academieraadzaal. Het imposante gebouw werd op 3 oktober 1826 ingehuldigd met een plechtigheid, optochten door de stad en verschillende toespraken. Naast zijn functie als tempel voor de geleerdheid, vonden in de Aula Academica ook heel wat andere gebeurtenissen plaats zoals diverse tentoonstellingen en exposities, die niet altijd met de Universiteit te maken hadden.
Toen België in 1830 de onafhankelijkheid uitriep, betekende dit ook meteen het einde van de eenheidspolitiek van Willem I. Maar de nieuwe Belgische vorst, Leopold I, besliste om de Gentse universiteit in stand te houden om de orangisten in Gent gunstig te stellen. Deze vlotte Belgisering ging echter wel gepaard met een verfransing van de universiteit. Latijn was niet langer de voertaal in de academische middens.
In het nieuwe België zou de Aula al snel een politieke rol gaan spelen. In het centrum van de Gentse universiteit zou namelijk vanaf 1849 naar een heroriëntatie van de Vlaamse Beweging gezocht worden in de vorm van het Nederlands Letterkundig Congres. Het congres was een succes voor zowel militante flaminganten als voor de Dietse letterkundigen die streefden naar een Groot-Nederlands denken. Zo werd de Aula in de 19e eeuw een lieu de mémoire voor zowel Nederland als België.

### Tijdens de Eerste Wereldoorlog
De Aula werd tijdens de Grote Oorlog voor de Universiteit van Gent het icoon dat gebruikt werd in de propagandastrijd rond de vernederlandsing van de universiteit. De imposante gevel was een makkelijk herkenbaar symbool. Op heel wat verschillende manier wordt de Aula op een symbolische wijze gebruikt om de kracht en belang te tonen van de vernederlandsing in België. Bij de artistieke plechtigheid van de officiële opening van de vernederlandste universiteit in 1916 is de Aula heel duidelijk te herkennen op het titelblad naast een tafereel van ‘De Gulden Dageraad’, waarbij de Vlaamse Maagd met Vlaamse Leeuwenvlag in hand en de Uil van de kennis naast haar, zich hoopvol richt naar de Aula. In een andere prent waarin de materiële opgang van Vlaanderen geschetst wordt, worden 3 arbeiders afgebeeld, vergezeld door een jonge vrouw die haar ogen richt op de Aula. Hier staat de Aula alweer symbool voor de Universiteit waaraan het Vlaamse volk haar opgang te danken heeft. Tijdens de Eerste Wereldoorlog was de Aula meer dan een icoon, het was ook een plaats voor academische plechtigheden. Hiervoor werd de inrichting van de Aula veranderd: de koninklijke bustes moesten plaatsmaken voor een gigantisch beeld van Minerva. Op 21 oktober 1916 werd de universiteit officieel heropend. Nu was de universiteit ‘in een nieuwen bodem overgeplant, den echten Vlaamschen bodem, en groei [zij] niet meer in een aristocratisch afgesloten park, maar in een open veld toegankelijk voor alle Vlamingen, die zich aan hare vruchten willen laven’. De Duitse militairen, de rector, de beheerder-opziener van de universiteit, de decanen en de professoren zijn samen te zien op de eretrap van de Aula. Deze foto toont ook dat de Aula een activistische lieu de memoire was geworden. Het was een ankerplaats in de ruimte van radicale Vlaams-nationalisten.
Op het einde van Wereldoorlog I werd de universiteit terug een Belgische instelling, die dus niet langer Nederlandstalig was. Het decor van allerlei vurig-patriottische plechtigheden werd hiermee beëindigd. Het onthullen door Koning Albert I van twee gedenkplaten in het peristilium in de Aula met daarop de namen van 82 gesneuvelde studenten, was een duidelijk teken van de promovering van de Aula tot een Belgisch symbool.

### Na de Eerste Wereldoorlog
De vernederlandsing van de universiteit was echter niet meer te stoppen. Vlug na Wereldoorlog I hernam de strijd en een aantal compromissen werden gemaakt. De bekendste daarvan is het Nolf-compromis, waarbij de universiteit in twee delen werd verdeeld. Dit leidde echter tot protest. Ook hier was de Aula weer de plaats waar alles gebeurde. De openingsceremonie in het jaar 1923, toen het compromis werd ingevoerd, werd geboycot door een bende Vlaamsgezinde studenten. In de Aula werd de speech van de nieuwe rector constant onderbroken en uiteindelijk gingen de lichten zelfs uit. In 1930 werd de volledige vernederlandsing doorgevoerd. De openingsplechtigheid werd alweer gehouden in de Aula.
In 1988 werd de Aula letterlijk het icoon van de UGent en verving de Aula het voormalige wapenschild met de godin Minerva erop. In de aula wordt het academiejaar geopend, de proclamatie uitgesproken, evenals emeritaatsuitreikingen, symposia, jubilea, herdenkingen en congressen. In 1995 werd het een beschermd monument. De zuilen voor de Aula werden in 2000 de locatie van het controversiële kunstwerk van Jan Fabre, "de benen van de rede ontveld". Hiervoor hing hij de iconische zuilen vol met gerookte ham, wat niet enkel visueel indruk maakte maar ook een diepere betekenis wou hebben. Wat die betekenis precies is, was toen ook onderwerp van debat. In 2007 werd de Aula uitgeroepen tot ‘plaats van herinnering’ in navolging van Pierre Nora’s lieux de mémoire.

## Varia
In 2000 werden de zuilen van het prostylon - tijdens het kunstenevenement "Over The Edges" - ingepakt met verse sneden ham, zodanig dat het op marmer leek. Het werk was van de hand van Jan Fabre die het werk "Benen van de rede ontveld" noemde. Het lokte heel wat controverse uit, maar tegelijkertijd ook veel belangstelling.

## Galerij

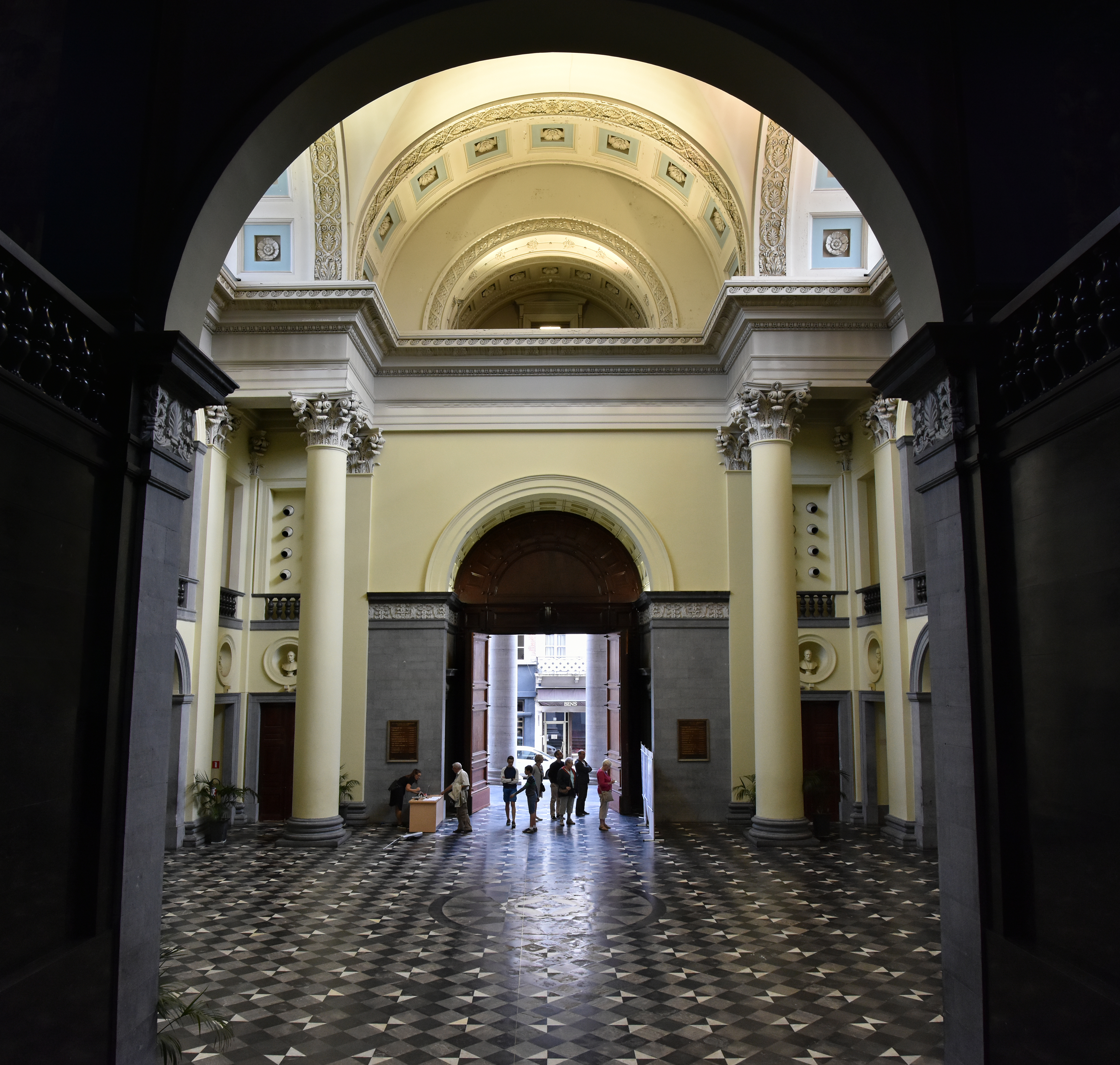
Het peristilium van de Aula met de meridiaanlijn
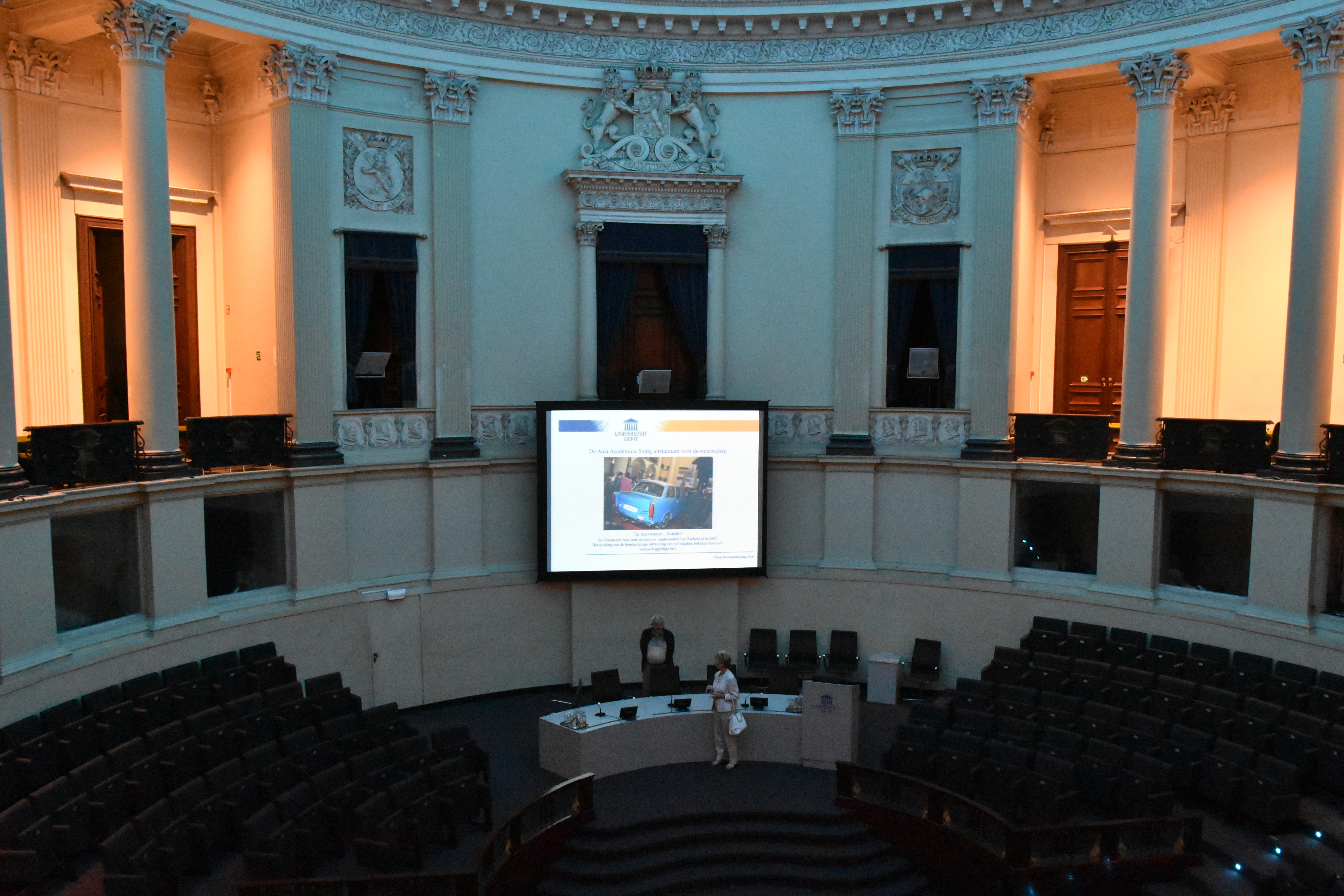
Aula Academica - de academieraadzaal
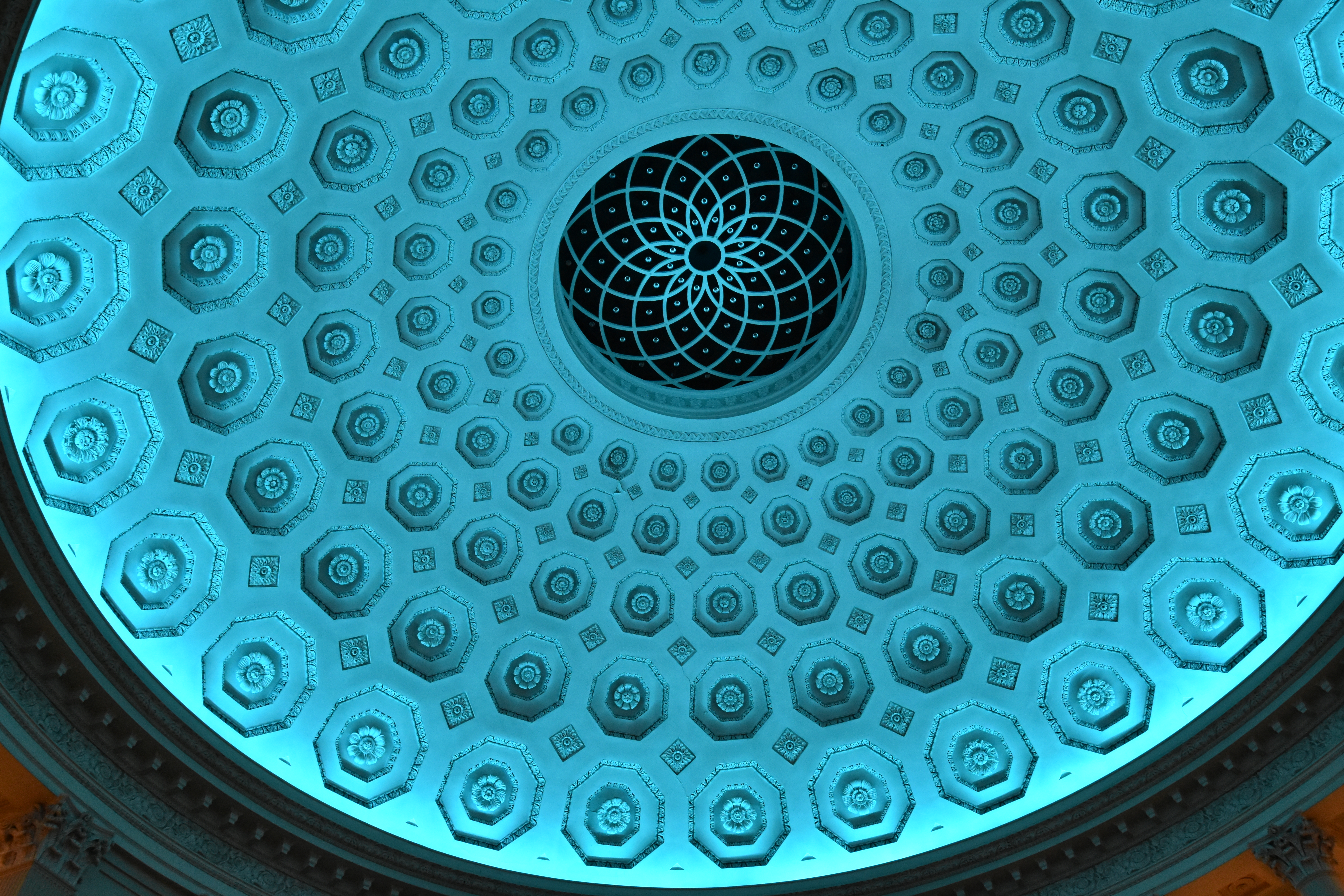
Academieraadzaal, deel van het plafond
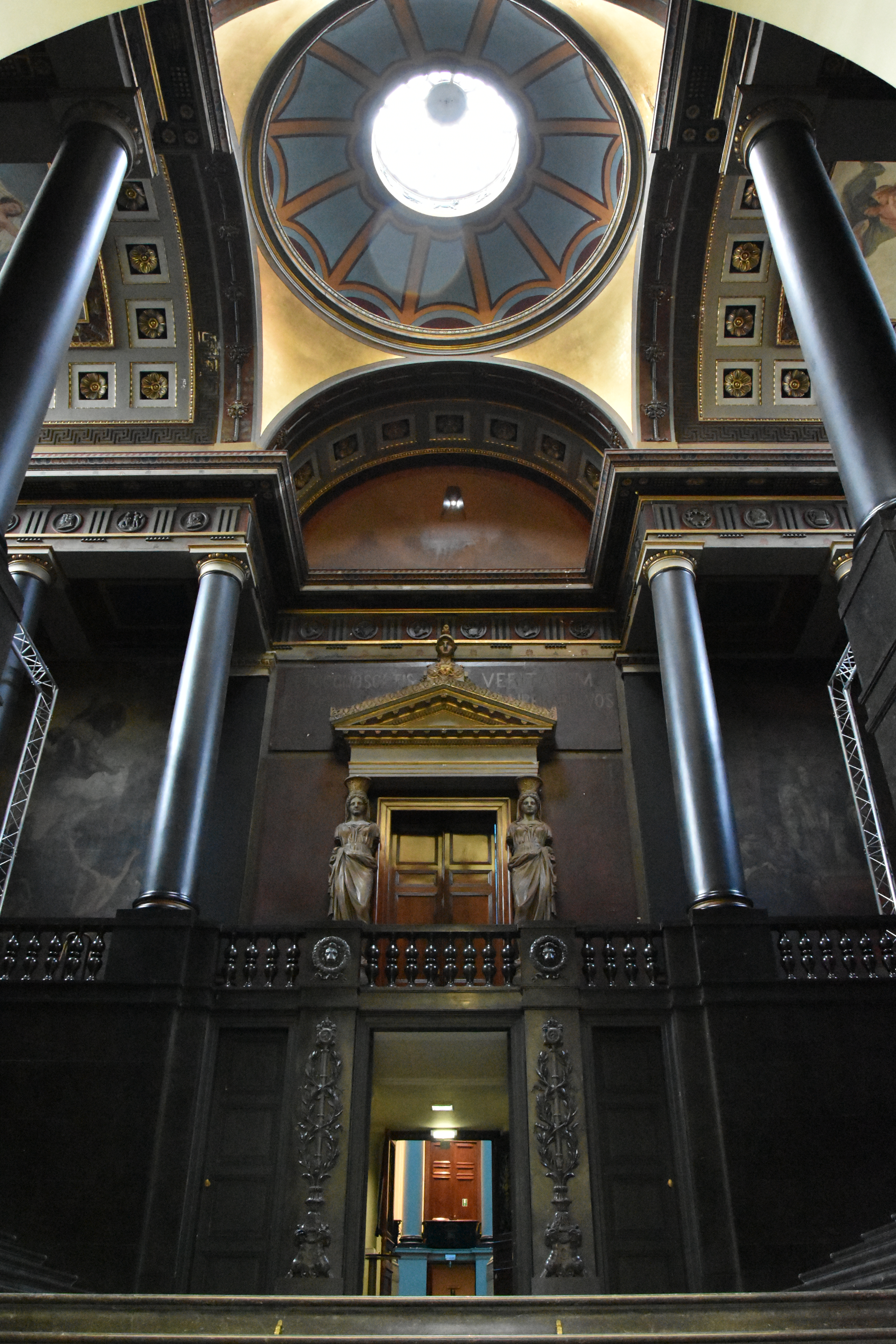
Vanaf de trap richting academieraadzaal
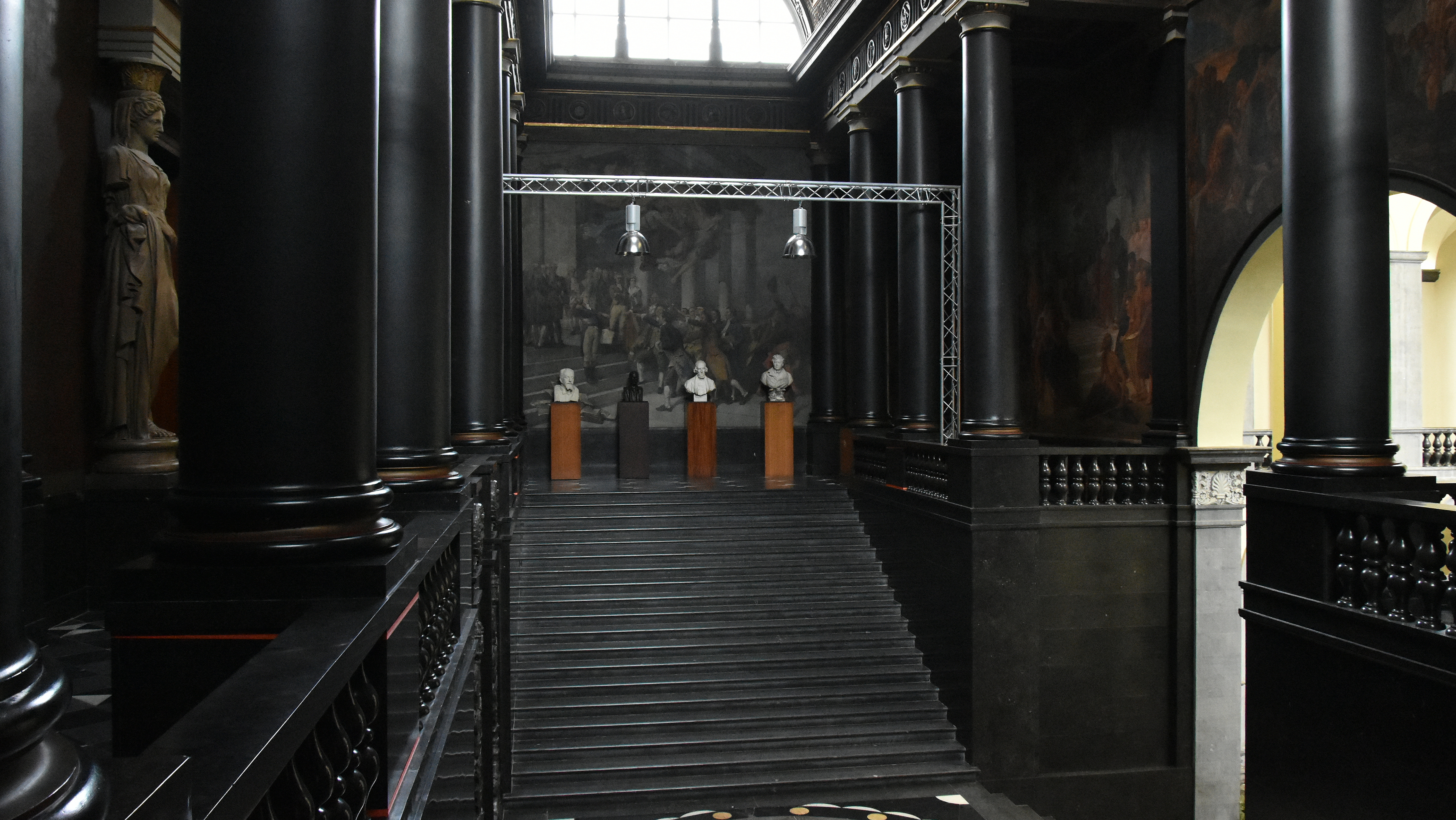
Aula Academica